# Caônia

Epiro e regiões vizinhas

Caônia ou Caão (em grego: Χαονία/Χάων; romaniz.: Chaonía/Cháon) foi a porção noroeste do Epiro, a terra natal da tribo grega dos caônios. Segundo Virgílio, Caão era o ancestral epônimo dos caônios. Estrabão em sua Geografia situa a Caônia entre as Montanhas Ceraunianas ao norte e o rio Tiâmis ao sul, enquanto o historiador romano Apiano menciona-a como a fronteira sul da Ilíria.
Fenice foi a capital e mais importante cidade da Caônia. Além dela havia Quimera (atual Himara), Butroto, Onquesmo (atual Saranda), Antigoneia e Panormo. Em consequência da resistência local, as cidades-estado grega não estabeleceram quaisquer colônias na costa da Caônia.